# Skjold (kystforsvarsskib)
 For alternative betydninger, se Skjold (flertydig). (Se også artikler, som begynder med Skjold)
Skjold var et dansk pansret krigsskib, oprindeligt betegnet som "panserbatteri", fra 1911 som "pansret kystforsvarsskib", og fra 1912 blot "kystforsvarsskib". Da Iver Hvitfeldt var færdigt i 1887 begyndte Marinen at planlægge nye panserskibe, men Rigsdagen afviste ønskerne både i 1889, 1890 og 1891, og bevilgede i stedet mindre beløb til krydseren Heimdal og til en torpedobåd. I 1892 nøjedes Marinen derfor med at bede om et noget mindre panserskib, og det blev til Skjold. Det betød, at der kom til at gå 10 år mellem søsætningen af de to panserskibe. I den periode var der sket en del på den teknologiske front, og det afspejledes i Skjold. Panserets modstandskraft var blevet væsentligt styrket efter opfindelsen af hærdet stålpanser. Maskineriet var mere effektive 3-gangsmaskiner med vandrørskedler, som var hurtige at fyre op, og kanonens drejning og ammunitionsforsyning blev nu klaret af elmotorer. Selv om man igen var gået ned i kanonkaliber (fra 26 til 24 cm), betød udviklingen af langsomtbrændende krudt og det længere kanonløb, at Skjolds kanon var markant kraftigere. Dens rækkevidde var 9.800 m og da skudhastigheden var øget til et skud hvert andet minut, kunne Skjolds ene kanon afgive lige så mange skud som de to på Iver Hvitfeldt. De tre 12 cm kanoner var de første hurtigtskydende mellemsvære kanoner på et dansk panserskib, med en skudhastighed på fem skud pr. minut. Deres rækkevidde var 7.300 m. Skjold var opkaldt efter den danske sagnkonge Skjold.

## Tjeneste
Skjold var et af Marinens mest anvendte skibe, især fordi det var billigt i drift.Skibet deltog i adskillige af de årlige sommereskadrer, og da man i Søværnsordningen af 1909 øgede beredskabet til også at omfatte vintereskadrer, kom Skjold også med i dem. Da 1. Verdenskrig brød ud i 1914, blev Skjold tilknyttet 2. eskadre i Storebælt, og gennem resten af krigen gjorde skibet skiftevis tjeneste der og i 1. eskadre i Øresund. I december 1918 udgik Skjold af Sikringsstyrken og lå herefter i reserve frem til 21. maj 1929, da det blev solgt. Den lange periode i reserve kan i følge Steensen skyldes, at der i 1920'erne var planer om at gøre skibet til en del af kystforsvaret omkring Falster, Møn og Sydsjælland. Det skulle ankres op i Grønsund, så de tre 12 cm kanoner kunne beskytte den østlige indsejling. Planen blev dog aldrig realiseret.